# Nemotragus helvolus
Nemotragus helvolus là một loài bọ cánh cứng trong họ Cerambycidae.